# Novello (nissaga de músics)
Novello fou una nissaga de músics, escriptors, cantants i editors musicals.
- Vincent Novello (Londres, 6 de setembre de 1781 – Niça, 9 d'agost de 1861.
- Mary Cowden Clarke, de soltera, Novello (Londres, 22 de juny de 1809 – Gènova (Itàlia) 12 de gener de 1898), filla de Vincent.
- Joseph Alfred Novello (Londres, 1810 - Gènova, 17 de juliol de 1896, fill gran de Vincent
- Clara Novello (Londres, 10 de juny de 1818 – Roma, 12 d'abril de 1908), era la quarta filla de Vincent
- Mary Sabilla Novello, (1821-1904), era filla de Vincent Novello
- NOVELLO & COMPANY LTD, companyia editora fundada per Vincent Novello el 1811.